# Мефистофел
 Тази статия е за митологичния персонаж.  За операта вижте Мефистофел (опера).  
Мефистофел (Mephistophilus, Mephistophilis, Mephostopheles, Mephisto, Mephastophilis) е демоничен герой от германския фолклор. Първоначално образът му се появява в легендата за Фауст, а впоследствие придобива широка популярност и присъства в много фолклорни и литературни произведения като стереотипен образ на Дявола.